# Ceri Holland
Ceri Holland (12 december 1997) is een voetbalspeelster uit Wales. Ze speelt als middenvelder voor Liverpool in de Super League.

## Clubcarrière
Holland begon haar voetbalcarrière bij Sildens Juniors AFC. Op tienjarige leeftijd stapte ze over naar de jeugdopleiding van Leeds United. Na vier jaar liet ze Leeds achter zich om onderdeel te worden van Blackburn Rovers. Ook kwam ze uit in de jeugd van Manchester City. In 2017 vertrok Holland naar de Verenigde Staten om aan de Universiteit van Kansas te gaan studeren. Tegelijkertijd kwam ze uit voor het universiteitsteam Kansas Jayhawks. Na haar afstuderen in 2020, keerde Holland terug naar Engeland waar ze onderdeel werd van Liverpool. In haar eerste vier wedstrijden maakte Holland drie doelpunten in vier wedstrijden. Holland verlengde in augustus 2023 haar contract met twee jaar. In het seizoen 2023/24 wist ze tot scoren te komen in een uitwedstrijd tegen Brighton & Hove Albion.

## Statistieken
| Seizoen | Club      | Land     | Competitie   | Wedstrijden | Doelpunten |
| ------- | --------- | -------- | ------------ | ----------- | ---------- |
| 2020/21 | Liverpool | Engeland | Super League | 3           | 3          |
| 2022/23 | Liverpool | Engeland | Super League | 19          | 4          |
| 2023/24 | Liverpool | Engeland | Super League | 19          | 2          |
| 2024/25 | Liverpool | Engeland | Super League | 19          | 0          |
| Totaal  | Totaal    | Totaal   | Totaal       | 60          | 9          |

Laatste update: 13 juni 2025

## Interlandcarrière
Holland maakte in 2021 haar debuut voor het Welshe nationale team. In april 2024 moest ze tijdens een interland tegen Denemarken met een brancard van het veld worden gehaald, waarna werd gevreesd voor een zware beenblessure. De blessure viel echter mee en Holland werd volgende maand weer geselecteerd voor de laatste wedstrijden in de Nations League 2025. Met haar land neemt ze deel aan het EK 2025 in Zwitserland.